# 개그사냥
《개그사냥》은 2005년부터 2006년까지 KBS2에서 방송된 개그맨 발굴 프로그램이다.
2005년 5월 7일부터 토요일 밤 12시 55분에 방송되었다가 이후 수요일 밤 12시 30분으로 방송 시간을 변경했다. 2006년 가을 개편으로 폐지되었다.

## 방송 시간
- 2005년 5월 7일 ~ 2005년 10월 29일: 매주 토요일 밤 12시 55분[2] ~ 1시 50분
- 2005년 11월 2일 ~ 2006년 11월 15일: 매주 수요일 밤 12시 30분 ~ 1시 25분

## 같이 보기
- 개그 스타